# 陸奥田代郵便局
陸奥田代郵便局（むつたしろゆうびんきょく）は、かつて青森県三戸郡階上町にあった郵便局であった。民営化前の分類では無集配特定郵便局であった。

## 概要
住所：〒039-1206 青森県三戸郡階上町田代庭野4-2

## 沿革
- 1899年（明治32年）9月1日 - 田代（たしろ）郵便局（三等）として開設。同年12月16日より為替・貯金取扱を開始[1]。
- 1909年（明治42年）7月6日 - 階上郵便局に改称。
- 1931年（昭和6年）4月1日 - 陸奥田代郵便局に改称。階上郵便局（同日、赤保内郵便局から改称）に集配業務の一部を移管[2]。
- 1934年（昭和9年）2月1日 - 島守郵便局に集配業務を移管し、無集配局となる[3]。
- 2007年（平成19年）10月1日 - 民営化。
- 2012年（平成24年）10月1日 - 日本郵便株式会社発足。
- 2024年（令和6年）3月16日 - 廃止。取扱業務は階上郵便局に承継された[4]。

## 取扱内容
- 郵便、印紙、ゆうパック
- 貯金、為替、振替、振込、国債
- 生命保険、バイク自賠責保険
- ゆうちょ銀行ATM

## 周辺
- 青森県道・岩手県道11号八戸大野線
- 青森県道42号名川階上線

## アクセス
- 南部バス 田代局前停留所下車
- 八戸自動車道 南郷ICから東へ約10km
- 三陸沿岸道路 階上ICから南西へ約14km
- 駐車場あり：3台